# Stephan Letter
Stephan Letter: (1978 en Herdecke, Alemania) es un asesino serial alemán condenado en diciembre de 2006 a cadena perpetua por el asesinato de 29 pacientes del hospital, donde trabajó como enfermero entre febrero de 2003 y julio de 2004.
En julio de 2004, Letter fue arrestado luego de que el personal del hospital notara que faltaban fármacos de la caja de medicinas del hospital. Después de una intensa y rápida investigación de la policía de Kempten, Stephan Letter fue arrestado cuando tenía 26 años de edad, ya que encontraron ampollas de estos medicamentos en su casa. Fue acusado de 29 muertes.
Letter reconocería los crímenes y alegaría que lo había hecho por compasión a las víctimas, quienes se encontraban en estado extremadamente grave, por lo que él había decidido aliviarles el sufrimiento. Pero esto fue descartado ya que muchos de los pacientes que Letter mató no estaban ni siquiera delicados. Como prueba testificó un soldado del ejército alemán, quien había ido al hospital al romperse una pierna, que declaró que Letter intentó inyectarle una medicina que el doctor no le había recetado y que gracias a que entró otro enfermero al cuarto, Letter no logró inyectarle la sustancia.